# Inevitable
Inevitable è un singolo della cantante colombiana Shakira, pubblicato il 15 dicembre 1998 come secondo estratto dal quarto album in studio ¿Dónde están los ladrones?.

## Descrizione
Il brano è stato scritto e prodotto da Luis Fernando Ochoa e Shakira. La cantante ha registrato una versione in lingua inglese del brano la quale è stata inserita in uno degli spot da lei realizzati per la Pepsi Cola e nell'EP The Pepsi EP.

## Tracce
1. Inevitable – 3:13

## Classifiche
| Classifica (1999-2025) | Posizione massima |
| ---------------------- | ----------------- |
| Argentina              | 72                |
| Costa Rica             | 2                 |
| El Salvador            | 2                 |
| Guatemala              | 1                 |
| Nicaragua              | 2                 |
| Panama                 | 1                 |
| Stati Uniti (latin)    | 3                 |